# Список дипломатических миссий Польши

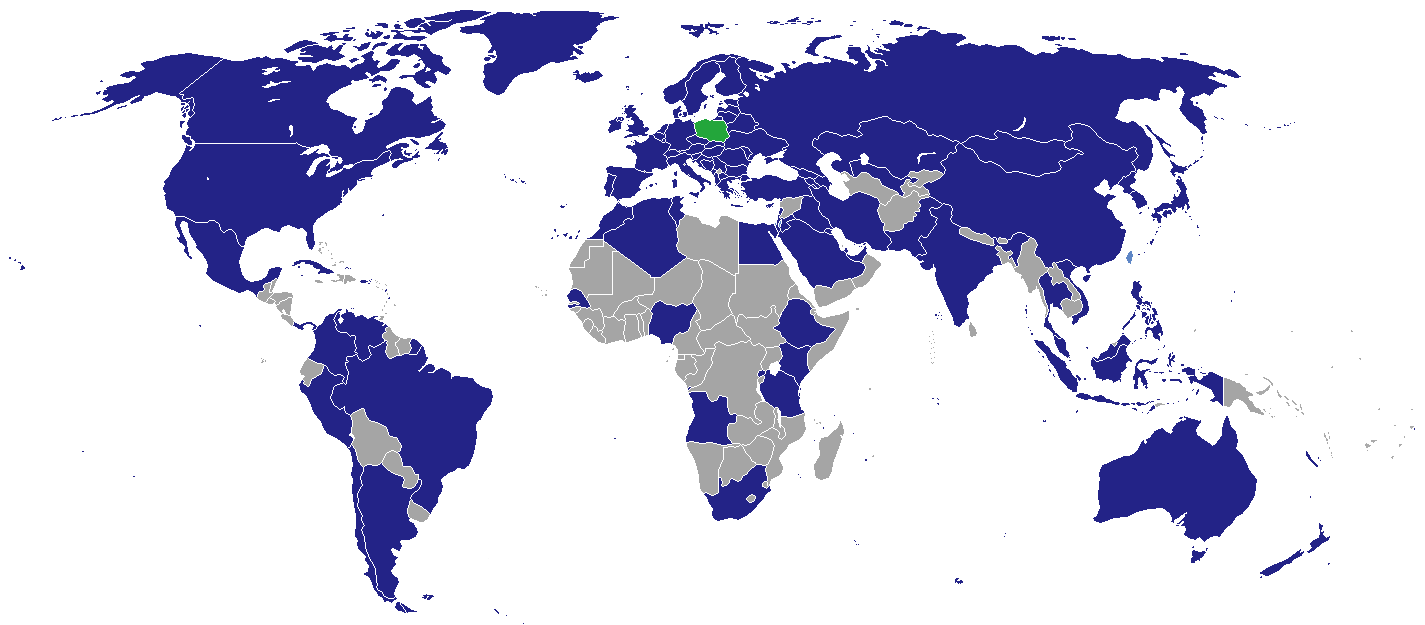

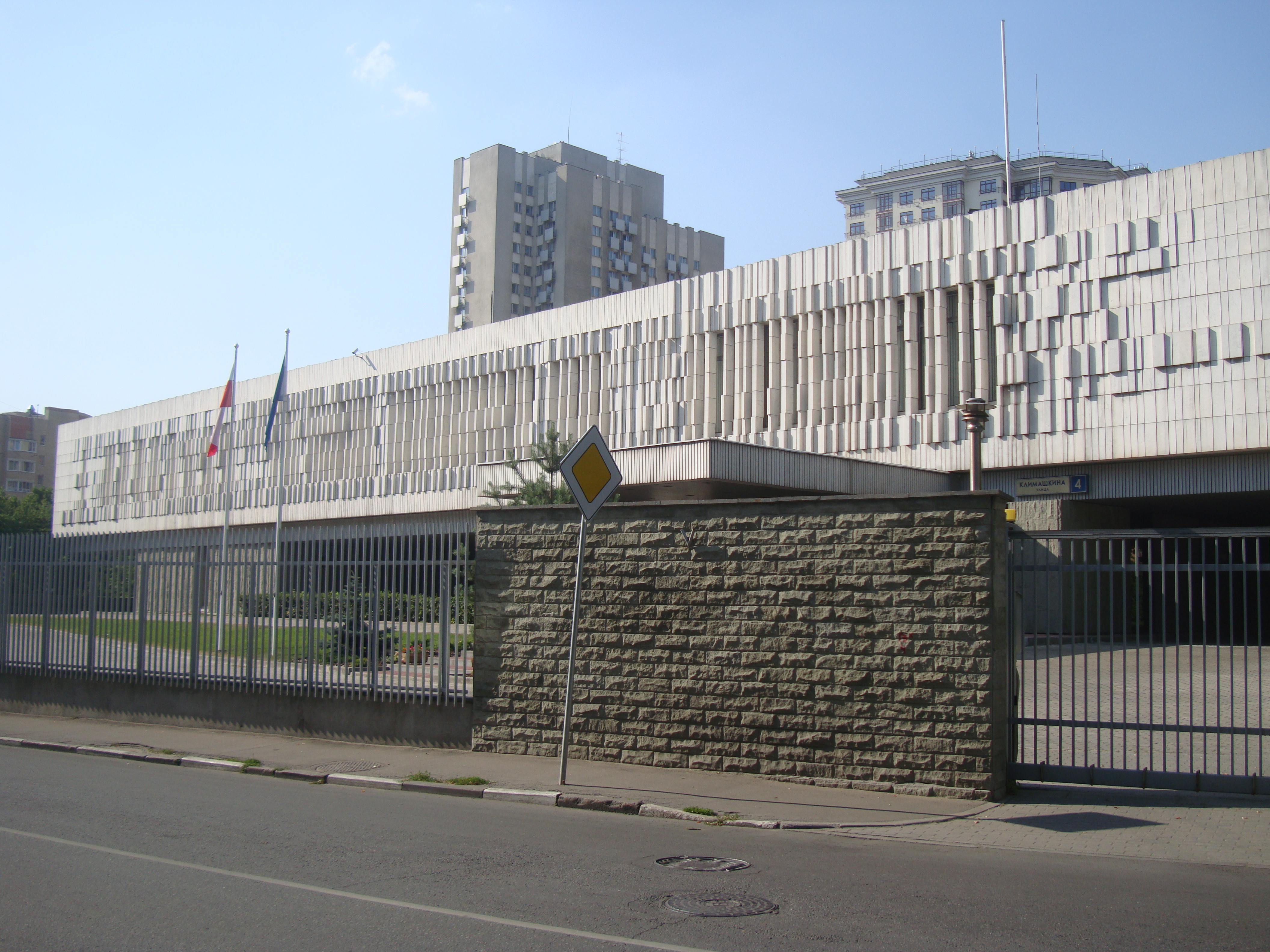
посольство Польши в Москве

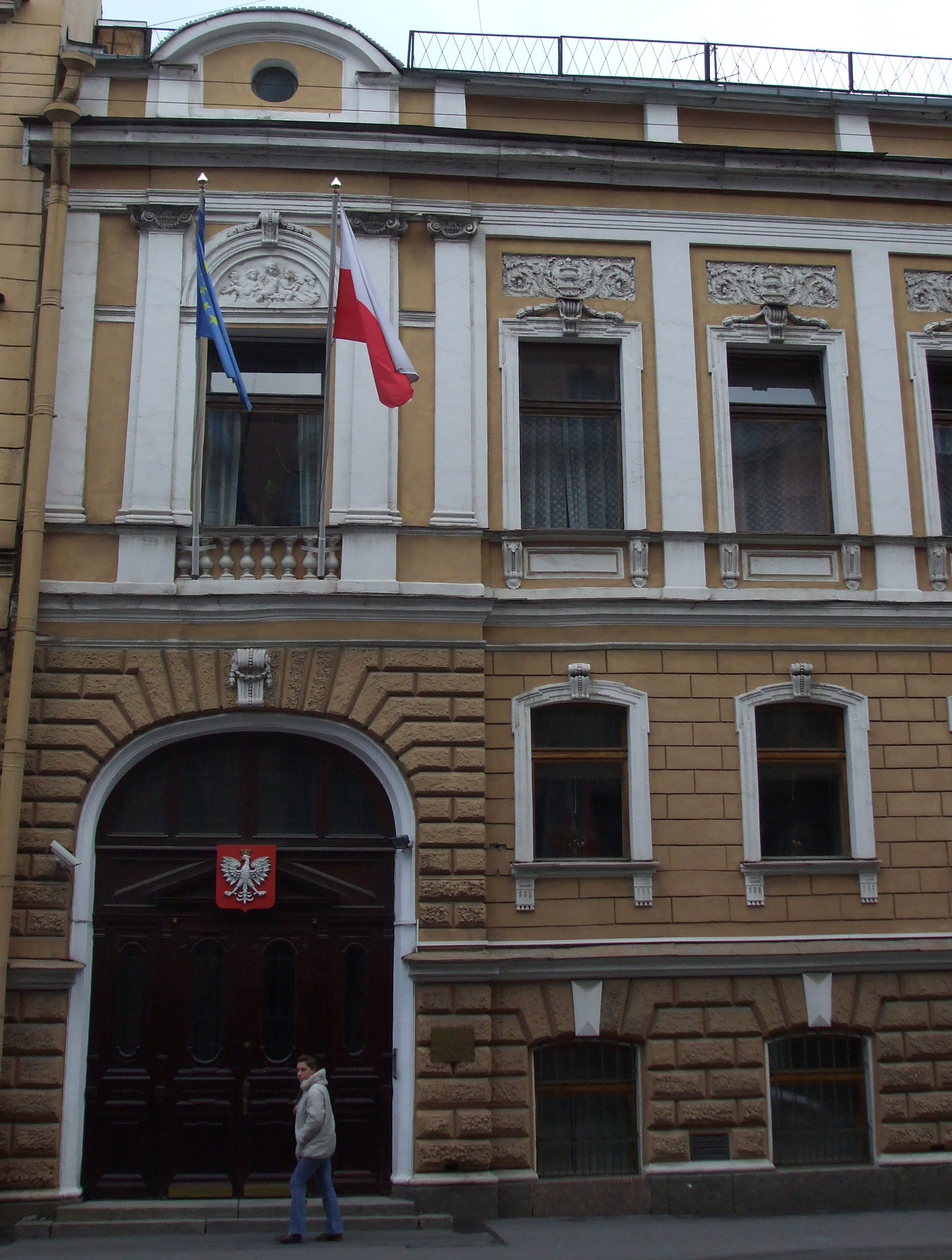
генеральное консульство Польши в Санкт-Петербурге

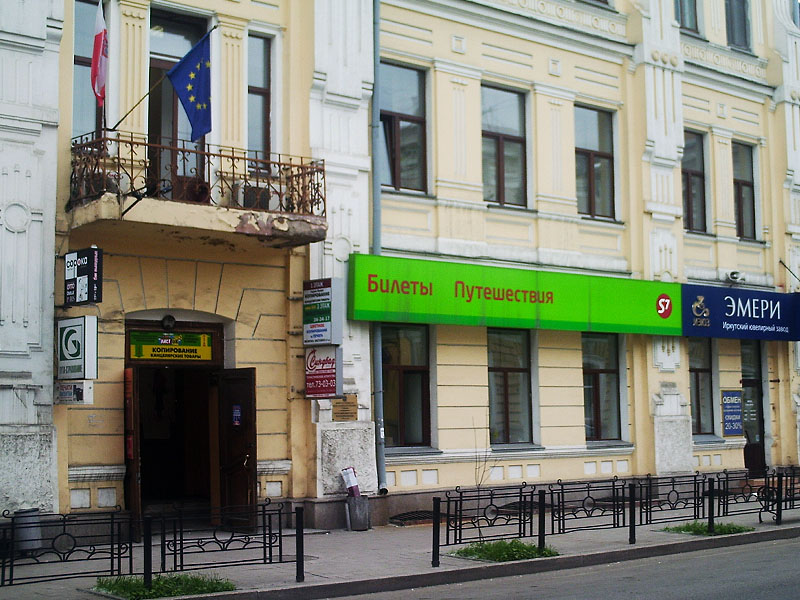
генеральное консульство Польши в Иркутске

Список дипломатических миссий Польши — министерство иностранных дел Польши имеет посольства и генеральные консульства на всех континентах планеты. Однако с 2000 года, в связи с финансовыми затруднениями, часть дипломатических представительств были закрыты — в Коста-Рике, Панаме, Бразилии, Йемене, Ливии, Марокко, Нигерии, Танзании, Бангладеш, на Филиппинах, в Камбодже, Лаосе, Сенегале, Зимбабве, Уругвае, Германии, Демократической Республике Конго и Монголии. В то же время в 2008 году Польша открыла свои миссии в Кабуле, Подгорице, Манчестере, Ашхабаде (закрыто), Смоленске и Рамаллахе. После 2015 в Чэнду, Белфасте, Хьюстон, Панаме, Дар-эс-Салам, Дакару.

## Европа
- Албания, Тирана (посольство)
- Австрия, Вена (посольство)
- Азербайджан, Баку (посольство)
- Армения, Ереван (посольство)
- Белоруссия, Минск (посольство)
  - Брест (генеральное консульство)
  - Гродно (генеральное консульство)
- Бельгия, Брюссель (посольство)
- Босния и Герцеговина, Сараево (посольство)
- Болгария, София (посольство)
- Грузия, Тбилиси (посольство)
- Хорватия, Загреб (посольство)
- Чехия, Прага (посольство)
  - Острава (генеральное консульство)
- Дания, Копенгаген (посольство)
- Эстония, Таллин (посольство)
- Финляндия, Хельсинки (посольство)
- Франция, Париж (посольство)
  - Лион (генеральное консульство)
- Кипр, Никосия (посольство)
- Германия, Берлин (посольство)
  - Кёльн (генеральное консульство)
  - Гамбург (генеральное консульство)
  - Мюнхен (генеральное консульство)
- Греция, Афины (посольство)
- Ватикан (посольство)
- Венгрия, Будапешт (посольство)
- Исландия, Рейкьявик (посольство)
- Ирландия, Дублин (посольство)
- Италия, Рим (посольство)
  - Милан (генеральное консульство)
- Латвия, Рига (посольство)
- Литва, Вильнюс (посольство)
- Люксембург, Люксембург (посольство)
- Северная Македония, Скопье (посольство)
- Молдавия, Кишинёв (посольство)
- Черногория, Подгорица (посольство)
- Нидерланды, Гаага (посольство)
- Норвегия, Осло (посольство)
- Португалия, Лиссабон (посольство)
- Румыния, Бухарест (посольство)
- Россия, Москва (посольство)
  - Иркутск (генеральное консульство)
  - Калининград (генеральное консульство)
  - Санкт-Петербург (генеральное консульство)
  - Смоленск (Консульское Агентство)
- Сербия, Белград (посольство)
- Словакия, Братислава (посольство)
- Словения, Любляна (посольство)
- Испания, Мадрид (посольство)
  - Барселона (генеральное консульство)
- Швеция, Стокгольм (посольство)
- Швейцария, Берн (посольство)
- Украина, Киев (посольство)
  - Харьков (генеральное консульство)
  - Львов (генеральное консульство)
  - Луцк (генеральное консульство)
  - Одесса (генеральное консульство)
  - Винница (генеральное консульство)
- Великобритания, Лондон (посольство)
  - Белфаст (генеральное консульство)
  - Эдинбург (генеральное консульство)
  - Манчестер (генеральное консульство)

## Северная Америка
- Канада, Оттава (посольство)
  - Монреаль (генеральное консульство)
  - Торонто (генеральное консульство)
  - Ванкувер (генеральное консульство)
- Куба, Гавана (посольство)
- Мексика, Мехико (посольство)
- Панама, Панама (посольство)
- США, Вашингтон (посольство)
  - Чикаго (генеральное консульство)
  - Лос-Анджелес (генеральное консульство)
  - Нью-Йорк (генеральное консульство)
  - Хьюстон (генеральное консульство)

## Южная Америка
- Аргентина, Буэнос-Айрес (посольство)
- Бразилия, Бразилиа (посольство)
- Чили, Сантьяго (посольство)
- Колумбия, Богота (посольство)
- Перу, Лима (посольство)
- Венесуэла, Каракас (посольство)

## Африка
- Алжир, Эль-Джазаир (посольство)
- Ангола, Луанда (посольство)
- Египет, Каир (посольство)
- Эфиопия, Аддис-Абеба (посольство)
- Кения, Найроби (посольство)
- Ливия, Бенгази (посольство)
- Марокко, Рабат (посольство)
- Нигерия, Абуджа (посольство)
- Сенегал, Дакар (посольство)
- ЮАР, Претория (посольство)
- Танзания, Дар-эс-Салам (посольство)
- Тунис, Тунис (посольство)

## Азия
- Китай, Пекин (посольство)
  - Гуанчжоу (генеральное консульство)
  - Гонконг (генеральное консульство)
  - Шанхай (генеральное консульство)
  - Чэнду (генеральное консульство)
- Индия, Нью-Дели (посольство)
  - Мумбай (генеральное консульство)
- Индонезия, Джакарта (посольство)
- Япония, Токио (посольство)
- Казахстан, Астана (посольство)
  - Алматы (генеральное консульство)
- КНДР, Пхеньян (посольство)
- Южная Корея, Сеул (посольство)
- Малайзия, Куала-Лумпур (посольство)
- Пакистан, Исламабад (посольство)
- Филиппины, Манила (посольство)
- Сингапур (посольство)
- Тайбэй (торговая миссия)
- Таиланд, Бангкок (посольство)
- Узбекистан, Ташкент (посольство)
- Вьетнам, Ханой (посольство)

### Ближний Восток
- Иран, Тегеран (посольство)
- Ирак, Багдад (посольство)
- Израиль, Тель-Авив (посольство)
- Иордания, Амман (посольство)
- Кувейт, Эль-Кувейт (посольство)
- Ливан, Бейрут (посольство)
- Государство Палестина, Рамаллах (представительство)
- Катар, Доха (посольство)
- Саудовская Аравия, Эр-Рияд (посольство)
- Сирия, Дамаск (посольство)
- Турция, Анкара (посольство)
  - Стамбул (генеральное консульство)
- ОАЭ, Абу-Даби (посольство)

## Океания
- Австралия, Канберра (посольство)
  - Сидней (генеральное консульство)
- Новая Зеландия, Веллингтон (посольство)

## Международные организации
- Брюссель (постоянная миссия при ЕС)
- Брюссель (постоянная миссия при НАТО)
- Женева (постоянная миссия при институтах ООН)
- Нью-Йорк (постоянная миссия при ООН)
- Париж (постоянная миссия при ОЭСР)
- Страсбург (постоянная миссия при Совете Европы)
- Вена (постоянная миссия при институтах ООН)